# ペータースベルク (ヘッセン)
ペータースベルク（ドイツ語: Petersberg）は、ドイツ連邦共和国ヘッセン州カッセル行政管区のフルダ郡に属す町村である（以下、本項では便宜上「町」と記述する）。

## 地理

### 位置
この町は、フルダ市の北東の市境に面し、レーン山地の西の支脈に位置している。町内をハウネ川が流れている。

### 隣接する市町村
ペータースベルクは、北はヒューンフェルト、東はホーフビーバー、南東はディッペルツ、南はキュンツェル、西はフルダ（いずれもフルダ郡）と境を接している。

### 自治体の構成
自治体ペータースベルクは、同名の主邑の他に、ハウネドルフ、マールバッハ、マルグレーテンハウン、シュタイナウ（小集落ゲッツェンホーフを含む）、シュタインハウスの各地区からなる。

## 歴史
この集落の歴史は、ウーゲスベルク（オイレンベルク）にベネディクト会女子修道院が創設されたことで始まる。この修道院は836年9月28日にフルダ修道院長ラバヌス・マウルスによって献堂された。この際に、聖ペーター・バシリカから聖リオバが移葬された。この修道院は12世紀にプロプスタイ（高位聖職者が在任する修道院）にまで発展したが、1802年に廃止された。
1130年からウーゲスベルクはペータースベルクと改名された。この山の麓に集落が形成され、1153年に Bru-bus（Brauhaus = ブルワリーを意味する）として初めて記録された。ペータースベルクという名称は、1837年のヘッセン選帝侯領の指令によって、集落や修道院の所領の名称として広く用いられるようになった。
現在は、ベネディクト女子修道会による聖リオバ僧坊が再び設けられている。この消防は聖ペーター墓地教会の管理も行っている。

### 町村合併
1971年12月31日に、それまで独立した町村であったハウネドルフ、マールバッハ、マルグレーテンハウン、シュタイナウ、シュタインハウスが、自治体再編に伴い、新たな町村ペータースベルクに統合された。

## 行政

### 議会
ペータースベルクの町議会は、37議席で構成されている。

### 首長
ヘッセン州自治体法によれば、首長は市町村議会の議長を務める。ペータースベルクは町長の他6人の名誉職からなる委員会が形成されている。直接選挙で選出された初代のペータースベルク町長はカール＝ヨーゼフ・シュヴィデッセン (CDU) で、1994年から2018年まで4期にわたって町長を務めた。2018年3月に新たな町長としてカルステン・フロス (CDU) が就任した。

### 姉妹自治体
- ビエール（フランス語版、英語版）（フランス、ピレネー＝アトランティック県）
- サビニャニゴ（スペイン、ウエスカ県）
- ブライトゥンゲン/ヴェラ（ドイツ語版、英語版）（ドイツ、テューリンゲン州）[6]

## 文化と見所

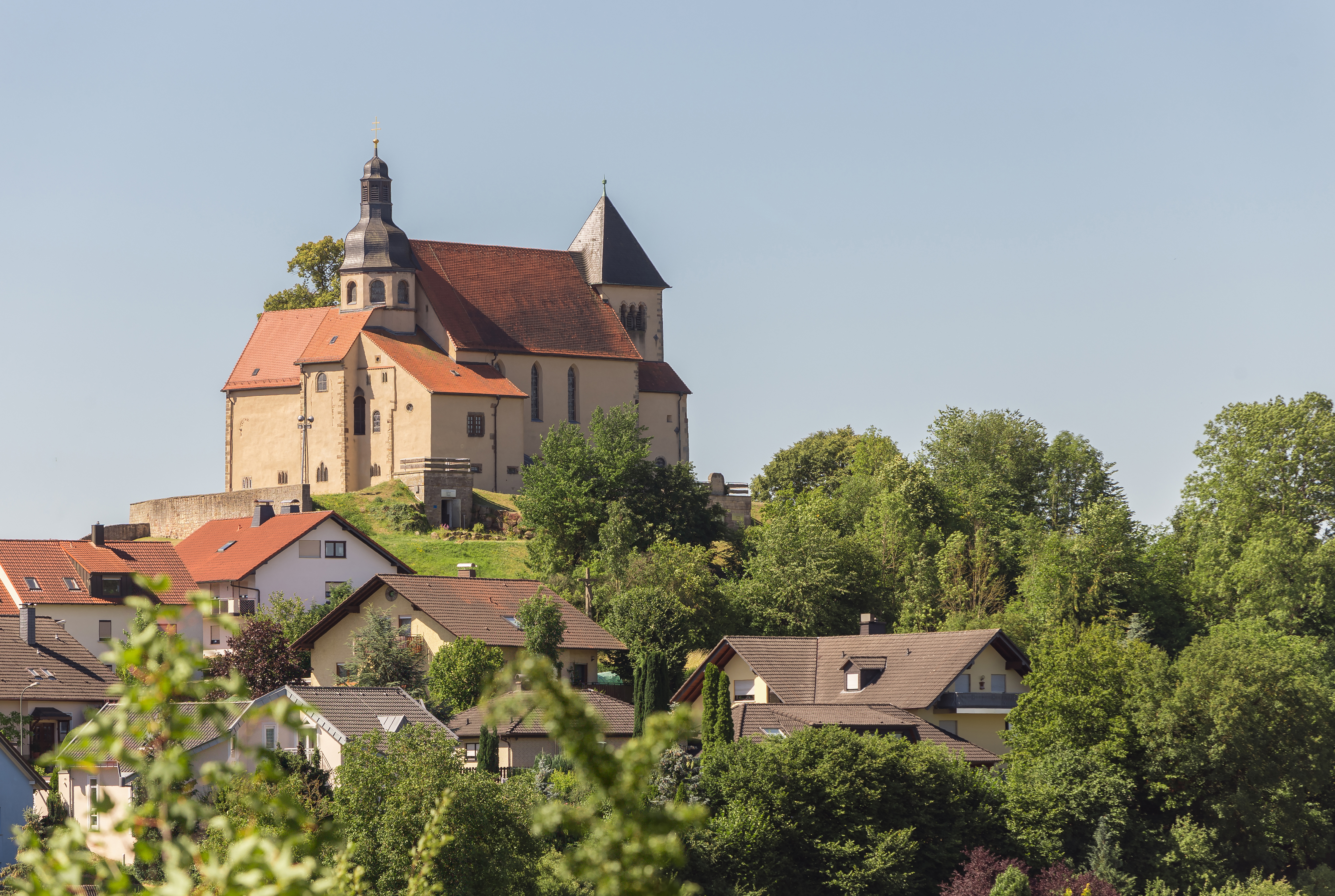
聖ペータース教会

聖リオバの遺骨を納めた地下聖堂を有する聖ペーター教会（リオバ教会）が見所の1つである。この他の見所としては、14世紀に造られた花の生け垣を持つかつての女子修道院庭園がある。この女子修道院庭園は2013年夏に「72時間アクション」に伴い公園に改編され、これ以後入園できるようになった。この女子修道院庭園を所有していた修道院は、現在はこの場所にない。2006年7月からペータースベルクの聖ペーター教会近くに聖リオバを祀るベネディクト女子修道会の小さな修道院聖リオバ僧坊が設けられている。

### 博物館
- アクティーフ博物館 - 地方の習俗

### 建築

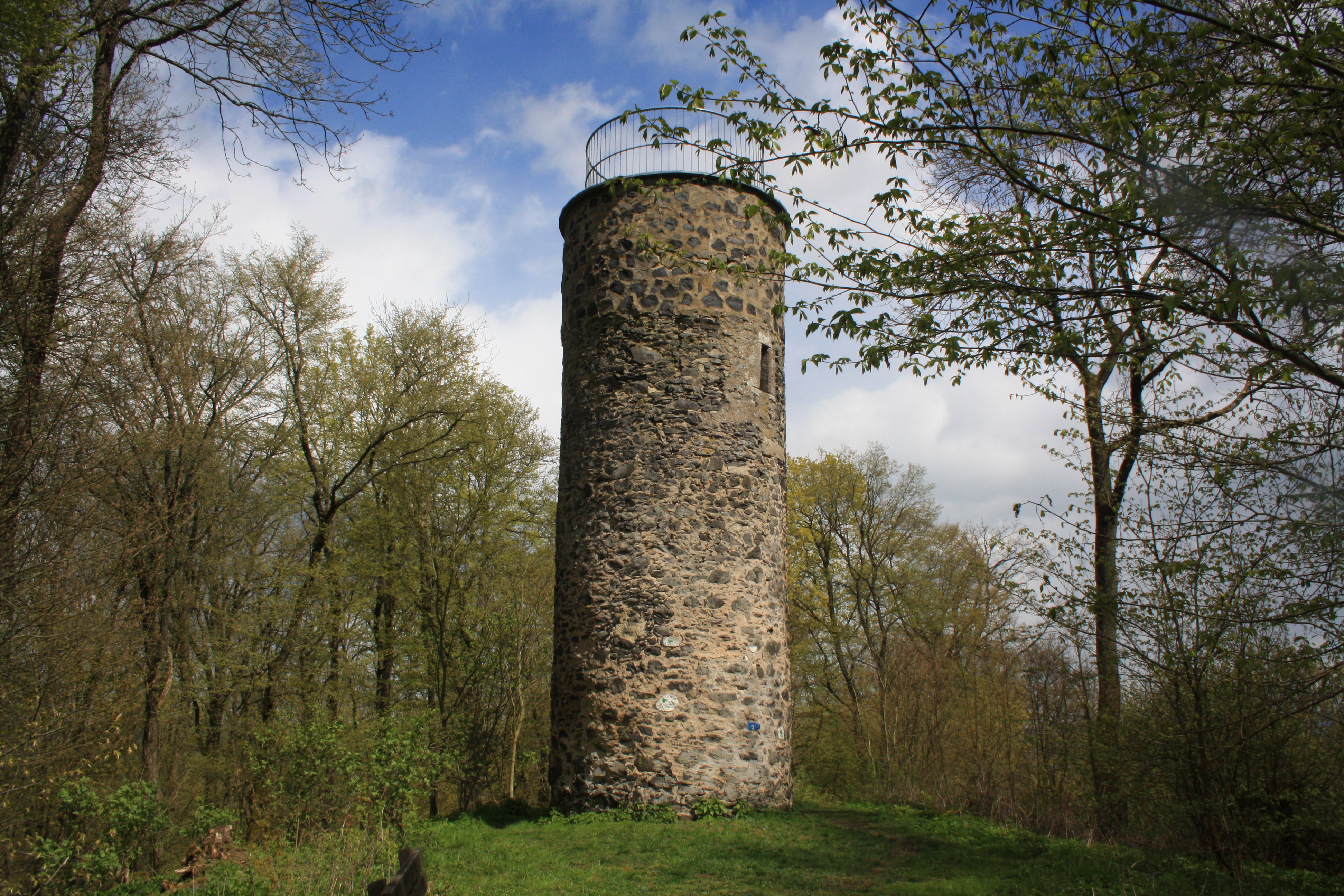
ペータースベルク監視塔

- 山の教会 聖ペーター教会。836年に完成した聖リオバの墓所教会。
- バロック様式の聖ボニファティウス礼拝堂。墓地にある。1968年/69年の建造で、バロック様式の木造祭壇と16世紀から18世紀のいくつかの墓碑を有する。
- ラバヌス＝マウルス教会。1957年建造。鐘楼を有する。
- ハウネタール堰
- ラウシェンベルクのペータースベルク監視塔。後に展望塔に改築された。

### 自転車道
アルメンドルフ地区とメルツドルフ地区をミルゼブルク自転車道が通っている。この自転車道はヘッセン広域自転車道 R3号線およびバーンラートヴェーク・ヘッセンの一部であり、かつてのビーバータール鉄道/レーン鉄道の軌道跡をペータースベルク＝ゲッツェンホーフからヒルダースまで全長 27 km のヘッセン・レーン山地を通る自転車道である。

## 経済と社会資本

### 交通
ペータースベルクは、アウトバーン A7号線のフルダ中央インターチェンジに面している。また、連邦道 B27号線および B458号線がこの町を通っている。最寄りの駅はフルダにある。

## 参考図書
- Werner Kathrein; Johannes Burkardt (2004). “Petersberg (Fulda)”. In Friedhelm Jürgensmeier et al.. Die benediktinischen Mönchs- und Nonnenklöster in Hessen. St. Ottilien: Eos. pp. 900–909. ISBN 978-3-8306-7199-2
- Michael Mott (1993年3月25日). “Barocke Kapelle ohne „Hausherr“ / Die Friedhofskapelle St. Bonifatius am Petersberg soll renoviert und dann für Besucher geöffnet werden / Randale bei kirchlichen Einrichtungen”. Fuldaer Zeitung:  p. 12

これらの文献は、翻訳元であるドイツ語版の参考文献として挙げられていたものであり、日本語版作成に際し直接参照してはおりません。